# 学校法人奈良学園
学校法人奈良学園（がっこうほうじんならがくえん）とは、日本の学校法人。

## 沿革
1961年（昭和36年）4月、大和郡山市に「学校法人中和学園」が発足。1970年（昭和45年）3月、法人名を「奈良学園」に改称する。
2007年（平成19年）、登美ヶ丘に移転。
2017年（平成29年）、三郷に移転。
2022年（令和4年）、三郷キャンパスを廃止する。

## 設置校
高田キャンパス
- 奈良文化高等学校（2007年4月、奈良文化女子短期大学付属高等学校より校名変更）
- 奈良文化幼稚園（2014年4月、奈良文化女子短期大学付属幼稚園より園名変更）

郡山キャンパス
- 奈良学園中学校・高等学校

登美ヶ丘キャンパス
- 奈良学園大学
- 奈良学園登美ヶ丘中学校・高等学校
- 奈良学園小学校
- 奈良学園幼稚園

また、関西科学大学（仮称）の2007年度開学を目指していたが頓挫している。

## 設立学校の経緯
- 1965年（昭和40年）- 奈良文化女子短期大学開学。奈良文化女子短期大学付属高等学校開校
- 1967年（昭和42年）- 奈良文化女子短期大学付属幼稚園開園
- 1979年（昭和54年）- 奈良学園中学校・高等学校開校
- 1984年（昭和59年）- 奈良産業大学開学
- 2008年（平成20年）- 奈良学園幼稚園開園。奈良学園小学校・奈良学園登美ヶ丘中学校開校
- 2009年（平成21年）- 奈良学園登美ヶ丘高等学校開校
- 2019年（平成31年）- 奈良学園大学奈良文化女子短期大学部を廃止。

## 設立学校の住所
奈良学園大学
〒631-8522 奈良市中登美ケ丘3丁目15-1
奈良学園中学校・高等学校
〒639-1093 奈良県大和郡山市山田町430
奈良学園登美ヶ丘中学校・高等学校
〒631-8522 奈良市中登美ケ丘3丁目15-1
奈良文化高等学校
〒635-8530　奈良県大和高田市東中127
奈良学園小学校
〒631-8522 奈良市中登美ケ丘3丁目15-1　　　
奈良学園幼稚園
〒631-8522 奈良市中登美ケ丘3丁目15-1　
奈良文化幼稚園
〒635-8530 奈良県大和高田市東中127